# Erebochlora vidascens
Erebochlora vidascens är en fjärilsart som beskrevs av Paul Dognin 1906. Erebochlora vidascens ingår i släktet Erebochlora och familjen mätare. Inga underarter finns listade i Catalogue of Life.